# Петросян, Евгений Ваганович
Евге́ний Вага́нович Петрося́н (фамилия при рождении — Петрося́нц; род. 16 сентября 1945, Баку, Азербайджанская ССР, СССР) — советский и российский артист эстрады, писатель-юморист и телеведущий. Народный артист РСФСР (1991).

## Биография

### Ранние годы
Родился 16 сентября 1945 года в Баку в смешанной армяно-еврейской семье преподавателя математики Азербайджанского педагогического института, армянина Вагана Межлумовича (Мироновича) Петросянца (1903—1962) и домохозяйки (по образованию — инженер-химик), еврейки Беллы Григорьевны (1910—1967).
Со школьных лет начал участвовать в самодеятельности — в бакинских клубах и домах культуры, с ним в самодеятельности был и Муслим Магомаев. Читал басни, стихи, фельетоны, играл сценки, участвовал в агитбригаде, играл в народных театрах, вёл концерты в сольном и парном конферансе и прочее. После окончания средней школы в 1961 году приехал в Москву, мечтая стать актёром. Окончил Всероссийскую творческую мастерскую эстрадного искусства, где его учителями и наставниками были Рина Зелёная и Алексей Алексеев. С 1962 года, в 17-летнем возрасте, начал работать на профессиональной сцене.

### Работа на эстраде
В жанре конферанса Петросян работал с 1962 года (под псевдонимом Евгений Петров первые 2 года) по 1974 год, с 1964 по 1969 год — работал конферансье в оркестре Л. О. Утёсова, с 1969 по 1989 год служил в Москонцерте. В 1970 году был удостоен звания Лауреата 3-й премии на IV Всесоюзном конкурсе артистов эстрады.
В 1973 году Евгений Петросян вместе со Львом Шимеловым и Альбертом Писаренковым подготовили программу «Трое вышли на эстраду». В Московском театре эстрады артистом были поставлены такие спектакли, как: «Монологи» (1975, авторы Г. Минников, Л. Измайлов, А. Хайт); «Доброе слово и кошке приятно» (1980, автор А. Хайт); «Как поживаете?» (1986, авторы М. Задорнов, А. Хайт, А. Левин); «Инвентаризация-89» (1988, авторы М. Задорнов, А. Хайт, С. Кондратьев, Л. Французов и др.); «Дураки мы все» (1991, авторы А. Хайт, Г. Териков, В. Коклюшкин и др.); «Бенефис», «30 лет на эстраде», «Страна Лимония, деревня Петросяния» (1995, авторы М. Задорнов, С. Кондратьев, Л. Французов); «Когда финансы поют романсы» (1997, авторы М. Задорнов, Л. Французов, Л. Измайлов, Г. Териков, Н. Коростелева, А. Новиченко и др.). В 1999 году состоялась премьера нового спектакля «Семейные радости» (авторы М. Задорнов, Н. Коростелева, Л. Натапов, А. Цапик, Л. Французов, Г. Териков, Г. Бугаев и др.).
В этих представлениях артист выступает не только как главный исполнитель монологов, но и как режиссёр-постановщик. Спектакли имели большой зрительский успех и были высоко оценены прессой. Петросяну удаётся расширить жанровые рамки традиционного театра миниатюр, где использовались, как правило, только монологи, фельетоны, сценки и моносценки. Артист использовал и музыкальные пародии, и веселые жанровые песенки, и эстрадную клоунаду, и синхробуффонаду, и всевозможные интермедии, где актёры действовали от собственного лица, нередко подшучивая над главным артистом.
В 1979 году образован Театр эстрадных миниатюр Петросяна. При театре Петросян создал Центр эстрадной юмористики, где собраны уникальные материалы по истории эстрады XIX—XX веков: журналы, афиши, фото и другое.
В 1985 году окончил отделение режиссёров эстрады ГИТИСа. В этом же году был удостоен звания Заслуженный артист РСФСР. С 1988 года является ведущим артистом и художественным руководителем «Московского концертного ансамбля эстрадных миниатюр». В 1991 году удостоен звания «Народный артист РСФСР». В 1995 году указом президента Российской Федерации награждён орденом Почёта — за заслуги перед государством и многолетнюю плодотворную деятельность в области искусства и культуры.
Член Правления Центрального дома работников искусств.
Согласно опросу ВЦИОМ, опубликованному 1 апреля 2019 года, Евгений Петросян занял второе место среди любимых россиянами юмористов, уступив первенство Михаилу Задорнову.

### Общественная позиция
На президентских выборах 2018 года являлся доверенным лицом кандидата в президенты России Владимира Путина. Причиной, по словам артиста, было желание выразить свою гражданскую позицию. По мнению Петросяна, при Путине динамика развития страны «стала убедительно положительной по многим параметрам», несмотря на «угрозу» со стороны Запада и большое количество «несправедливости, злобы, фальши, провокаций, неправды, хамства» в адрес России.
В 2022 году поддержал российское вторжение на Украину,  гастролировал по госпиталям и опубликовал у себя в социальных сетях серию фото из 7-го Центрального военного клинического авиационного госпиталя в Москве, где на одном из кадров  приветствовал раненого солдата., по собственным словам, позвонил на телевидение и попросил записать его во фронтовую бригаду, чтобы «выступать и поддерживать дух наших бойцов». На «Голубом огоньке» 2022/2023 года он рассказывал «бородатые» анекдоты об украинцах и шутил над отсутствием тепла на Украине.
7 января 2023 года внесён в санкционные списки Украины «за посещение оккупированных территорий после начала вторжения, участие в пропагандистских концертах, публичную поддержку войны и режима Путина», предполагающие блокировку активов, полное прекращение коммерческих операций, остановку выполнения экономических и финансовых обязательств. Ранее, 9 мая 2022 года, Латвия запретила въезд Петросяну в страну из-за поддержки вторжения России на Украину.
Согласно международному журналистскому проекту Kremlin Leaks, Петросян входит в состав «агитбригад» российских провластных звёзд. Данные агитбригады созданы по поручению Сергея Кириенко для выступлений с гастролями на оккупированных территориях Украины в целях «поддержания боевого духа» российских военнослужащих в ходе российского нападения на Украину. Сам проект курируется пропагандистской структурой АНО «Интеграция», созданной для продвижения провластных лидеров общественного мнения в СМИ.

### Личная жизнь

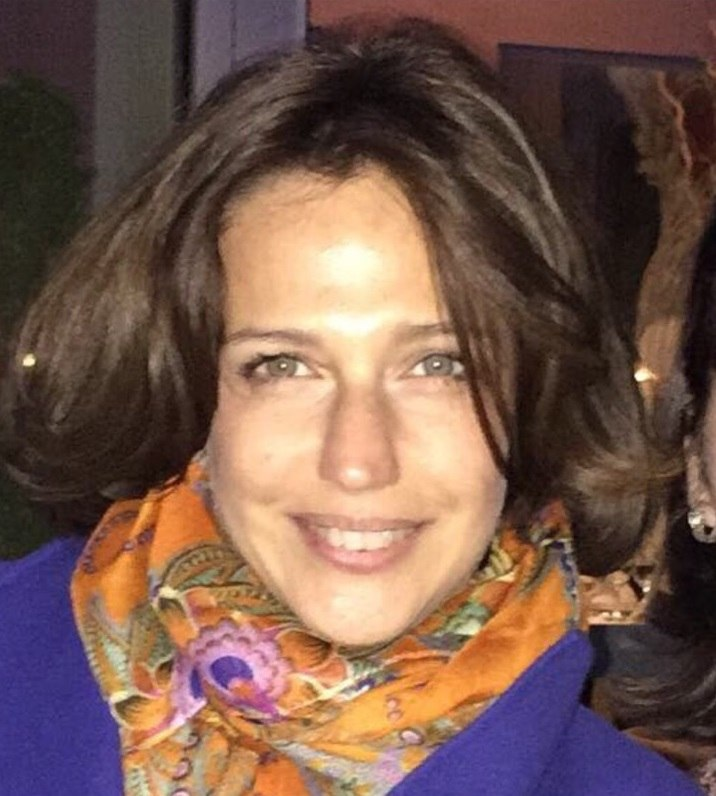
Дочь Викторина Петросянц

Первая жена балерина Белла Кригер погибла в аварии, когда их дочь Викторина была маленькой.
Дочь от первого брака — Викторина Петросянц, названа в честь балерины Викторины Кригер (родственницы по матери) (род. 11 ноября 1968) — окончила исторический факультет МГУ, работала организатором выставок, искусствовед, продюсер кино и телевидения, производит с мужем эксклюзивные игрушки из стекла «Mark Andreas Collection» (названные в честь двоих сыновей пары), живёт на Манхэттене в Нью-Йорке, основательница компании «Vi-Ko Продакшн», продюсер цикла документальных фильмов: Бродвей. История в лицах и танцах.
Вторая жена — Анна Ивановна Козловская (1938—2007), дочь оперного певца Ивана Козловского. Брак длился полтора года.
Третья жена — Людмила, искусствовед из Ленинграда.
Четвёртая жена — Елена Степаненко (род. 8 апреля 1953) — артистка эстрады, юмористка, заслуженная артистка РФ (1995). Женаты с 1985 по 2018 год (познакомились в 1979 году), в 2018 году Елена Степаненко подала на развод, брак расторгнут Хамовническим судом Москвы 16 ноября 2018 года.
Пятая жена — Татьяна Брухунова (род. 13 марта 1989, Тула) — помощник юмориста, концертный директор Евгения Петросяна. Расписались в декабре 2019 года.
Сын — Ваган (род. 13 марта 2020, Дубай), назван в честь отца Евгения Петросяна — Вагана Межлумовича.
Дочь Матильда (род. 13 октября 2023 года).

## Критика
Юмор Евгения Петросяна и его телепроектов неоднократно критиковался в прессе за низкопробность и пошлость, а сам исполнитель назывался «королём юмористических ремейков и рассказчиком старых анекдотов».
Критические очерки о посещении концертов Петросяна публиковали обозреватели «Новой газеты», журнала «GQ» и интернет-издания Lenta.ru.
Петросян и его телепроекты после многих лет (с 1983 по 2022) бессменной трансляции по телевидению — когда создавалось впечатление, что «показывают только Петросяна и его сподвижников» — неизменно становились мишенью насмешек т. н. «волны нового юмора» — над ним и его юмором смеялись КВН, Камеди клаб, Большая разница, ОСП-студия и другие.
Петросяну посвятили песни Максим Леонидов («Петросенко и Степанян») и Андрей Макаревич («Рассмеши меня, Петросян»).
В лице Петросяна, по мнению журналиста «Комсомольской правды» Павла Садкова, новое поколение смеялось над своими родителями, над их представлениями о мире и о смешном. Неоднократно в прессе 2000-х годов возникала тема «Петросян ворует шутки из Интернета», на что сам Петросян отвечал обычно, что его шутки просто слишком быстро попадают в Интернет, а критика организована врагами. По словам генерального директора телекомпании «Дождь» Натальи Синдеевой, однажды Петросян был номинирован на шуточную антипремию «Серебряная калоша», но незадолго до её вручения Михаил Задорнов лично приехал к Синдеевой и уговорил её не присуждать премию Петросяну, подчеркнув, что это может привести к инфаркту последнего.
16 октября 2005 года на Славянской площади был устроен пикет против некоторых телепередач с участием Евгения Петросяна. Участники протеста требовали заменить «Аншлаг» и «Смехопанораму» другими передачами. «Из-за отсутствия выбора многие люди просто не догадываются, что есть юмор другого качества», — говорили они. В это самое время артист давал концерт в честь своего шестидесятилетия в зале «Россия». Сам Евгений Петросян об акции в интервью «Комсомольской правде» сказал: «…непонятно, куда они призывают меня уйти? На тот свет? Не дождетесь! Я прекрасно знаю, что пикет организовали мои враги». Накануне, 14 октября 2005 года, в Казани состоялась «акция» имени Петросяна — несколько сотен молодых людей, представившихся как организация «Всероссийский общественный комитет по исследованию и сохранению творческого наследия Е. В. Петросяна», прошли по центральным улицам города с транспарантами «Петросян — не робот», «Петросяна — в Президенты!», «Петросян — это наше всё» и «Руки прочь от Петросяна». Акция завершилась выступлением певца Дельфина, и в дальнейшем выяснилось, что акция была придумана директором казанского ночного клуба с целью привлечь публику на концерт.
22 октября 2009 года Петросян пригласил на круглый стол известных блогеров-тысячников ЖЖ: cybervantuz, kommari, neoguru, _nikolya_ и др. Приглашённый также известный блогер exler (Алексей Экслер) на встречу прийти категорически отказался, так как тема встречи — «Современный юмор», а Петросян, по мнению Экслера, «к юмору не имеет ни малейшего отношения». В ответ на частые претензии, что он якобы заимствует шутки из Интернета, Петросян ответил, что на самом деле его шутки слишком быстро попадают в сеть и поэтому создаётся обратное впечатление. Свою популярность в Интернете Петросян объяснил тем, что телезрителей «перекормили» его концертами. Иной раз его выступления могут идти на нескольких каналах одновременно. После встречи многие блогеры (например, Ольга Табунщикова, Олег Козырев и др.) в своих дневниках признались, что «открыли для себя другого Петросяна — значительно глубже и тоньше себя телевизионного».

## В культуре
Евгений Петросян получил известность в Интернете и стал своеобразным интернет-мемом ввиду спорного с точки зрения многих людей качества его юмора. В повседневный обиход в той или иной мере вошли неологизмы «включить Петросяна», «петросянить» в значении «несмешно шутить» и «петросянство» или «петросянщина» в значении «несмешной юмор», а сама фамилия «Петросян» стала именем нарицательным и иногда употребляется в значении «плохой шутник».

## Работы

### Участие в телепрограммах
- «Голубые огоньки» (в 1964 году вёл в прямом эфире)
- «Вечера юмора» (в начале 1970-х годов вместе с известной тележурналисткой Татьяной Коршиловой Петросян придумал и вёл в концертном зале «Останкино» передачи, которые явились предтечей телепередачи «Вокруг смеха»)
- «Артлото» (с 1973 по 1976 годы был ведущим популярной телепередачи)
- «Утренняя почта» (участвовал в 1975—1985)
- «Аншлаг» (1987—2000)

### Сольные и авторские передачи
- «С различных точек зрения» (1985)
- «Приглашение на вечер Петросяна» (1988)
- «Ангажемент Петросяна»
- «Операция Петросян» (1991)
- «Антология Петросяна» (1991—1993)
- «Смехопанорама» (1994—2019; изначально выходила еженедельно на 1-м канале Останкино, затем на ОРТ и «Первом канале», в 2004—2019 годах выходила на канале «Россия»)
- «Евгений Петросян приглашает» (1999—2000)
- «Кто же этот Петросян?» (2000)
- «Шутка за шуткой» (2002—2005, автор юмористической программы на «Первом канале»)[63]
- «Кривое зеркало» (2003—2013, с 2003 по 2004 год выходила на «Первом канале», с 2004 по 2013 год на канале «Россия»)
- «Петросян-шоу» (2014—2023)
- «Юмор! Юмор!! Юмор!!!» (с 2016)

### Концертные программы
- 1977 — «Доброе слово и кошке приятно»;
- 1986 — «Как поживаете?»;
- 1988 — «Не плачь, Федя!»;
- 1988 (1990) — «Инвентаризация»;
- 1991 — «Дураки мы все»;
- 1995 — «Страна Лимония, деревня Петросяния»;
- 1997 — «Когда финансы поют романсы»;
- 1999 — «Семейные радости»;
- 2001 — «Страсти-мордасти»;
- 2011 — «Шутки в сторону»;[64].
- 2012 — Евгений Петросян. 50 лет на эстраде;
- 2015 — «70 лет уже не в обед»;

### Разное
- Кадры из передачи Петросяна «Страна Лимония» неоднократно появляются в фильме «Пыль».

### ПрограммыЕлены Степаненко
Автор сценария и режиссёр
- «Бабы, вперёд!» (2001),
- «Включайте, посмеёмся!» (2001).

Художественный руководитель
- «Кышкин дом» (2001−2003, по заказу «НТВ»).

## Награды и звания
- Орден Почёта (5 августа 1995 года) — за заслуги перед государством и многолетнюю плодотворную деятельность в области искусства и культуры[66].
- Народный артист РСФСР (4 марта 1991 года) — за большие заслуги в области советского эстрадного искусства[67].
- Заслуженный артист РСФСР (25 июля 1985 года) — за заслуги в области советского эстрадного искусства[68].
- Почётная грамота Президента Российской Федерации (28 августа 2018 года) —  за активное участие в общественно-политической жизни российского общества[69].